# 1987年ベルギーグランプリ
1987年ベルギーグランプリは、1987年F1世界選手権の第3戦として、1987年5月17日にスパ・フランコルシャンで開催された。

## 概要

### 予選
予選初日はウェットコンディションとなったため、2日目のタイムでグリッドが決定した。予選上位3台がホンダエンジン使用車となり、以下フェラーリの2台、プロストの順となった。7位のブーツェンまでがコースレコードを記録した。
しかしマクラーレンのヨハンソン、ブラバムのデ・チェザリス、ロータスの中嶋は予選で中盤に落ち込んだが、この3台は荒れた決勝で追い込みを見せることとなる。

### 決勝
ドライで行われた決勝レースでは、スタート直後にオー・ルージュでフィリップ・ストレイフが大きなクラッシュを起こし、チームメイトのジョナサン・パーマーがかわしきれず接触した。他にもいくつかのクラッシュ（ベルガーとブーツェン、デ・チェザリスとアルヌー）がオープニングラップで発生したため、レースは中断された。
レースを再開するにあたり、パーマー以外の各ドライバーはスペアカーへの乗り換えなども許可され、レース距離も本来の予定どおりの周回数で争われることとなった。
再スタートが切られると、セナが好スタートでトップに立ったが1周目にセナとマンセルがファーニュで接触した。セナはその場でリタイアし、マンセルはその後も走行を続けたが、セナと接触したことによるアンダートレイのダメージによりリタイアした。この接触により、ピケがトップにたった。
ベルガーは2周でエンジンを壊し、アルボレートは9周でギアボックスを壊してリタイアした。ネルソン・ピケは11周で排気系を壊してストップしたことで、予選6位からスタートしたプロストは、10周目には誰一人として追い越すことなくトップに浮上した。
プロストはタイヤ交換を行ってもトップの座を譲ることなく走り切り、F1での通算27勝目を記録した。これは当時ジャッキー・スチュワートが保持していたF1最多勝記録に並ぶものだった。2位にはチームメイトのヨハンソン、3位にはブラバムのデ・チェザリスが入り、5位にはロータスの中嶋が入り2回目のポイントを奪取したことで「グレーデッド・ドライバー」の仲間入りをした。

## 結果

### 予選
予選は雨に見舞われたが、上位陣はその中でも安定して好タイムを出した。しかしマクラーレンのヨハンソン、ブラバムのデ・チェザリス、ロータスの中嶋は中盤に落ち込んだ。
| 順位 | No | ドライバー                 | コンストラクタ                 | 1回目    | 2回目    |
| ---- | -- | -------------------------- | ------------------------------ | -------- | -------- |
| 1    | 5  | ナイジェル・マンセル       | ウィリアムズ・ホンダ           | 2'06.965 | 1'52.026 |
| 2    | 6  | ネルソン・ピケ             | ウィリアムズ・ホンダ           | 2'08.143 | 1'53.416 |
| 3    | 12 | アイルトン・セナ           | ロータス・ホンダ               | 2'08.450 | 1'53.426 |
| 4    | 28 | ゲルハルト・ベルガー       | フェラーリ                     | 2'06.216 | 1'53.451 |
| 5    | 27 | ミケーレ・アルボレート     | フェラーリ                     | 2'07.459 | 1'53.511 |
| 6    | 1  | アラン・プロスト           | マクラーレン・TAG              | 2'11.203 | 1'54.186 |
| 7    | 20 | ティエリー・ブーツェン     | ベネトン・フォード             | 2'08.752 | 1'54.300 |
| 8    | 7  | リカルド・パトレーゼ       | ブラバム・BMW                  | 2'12.914 | 1'55.064 |
| 9    | 19 | テオ・ファビ               | ベネトン・フォード             | 2'12.358 | 1'55.339 |
| 10   | 2  | ステファン・ヨハンソン     | マクラーレン・TAG              | 2'12.063 | 1'55.781 |
| 11   | 18 | エディ・チーバー           | アロウズ・メガトロン           | 2'15.321 | 1'55.889 |
| 12   | 17 | デレック・ワーウィック     | アロウズ・メガトロン           | 2'10.946 | 1'56.359 |
| 13   | 8  | アンドレア・デ・チェザリス | ブラバム・BMW                  | 2'13.871 | 1'57.101 |
| 14   | 24 | アレッサンドロ・ナニーニ   | ミナルディ・モトーリ・モデルニ | 2'09.650 | 1'58.132 |
| 15   | 11 | 中嶋悟                     | ロータス・ホンダ               | 2'11.441 | 1'58.649 |
| 16   | 25 | ルネ・アルヌー             | リジェ・メガトロン             | 2'15.012 | 1'59.117 |
| 17   | 26 | ピエルカルロ・ギンザーニ   | リジェ・メガトロン             | 2'15.339 | 1'59.291 |
| 18   | 9  | マーティン・ブランドル     | ザクスピード                   | 2'14.432 | 2'00.433 |
| 19   | 23 | エイドリアン・カンポス     | ミナルディ・モトーリ・モデルニ | 2'14.945 | 2'00.763 |
| 20   | 10 | クリスチャン・ダナー       | ザクスピード                   | 2'20.610 | 2'01.072 |
| 21   | 16 | イヴァン・カペリ           | マーチ・フォード               | 2'13.355 | 2'02.036 |
| 22   | 30 | フィリップ・アリオー       | ローラ・フォード               | 2'13.082 | 2'02.347 |
| 23   | 4  | フィリップ・ストレイフ     | ティレル・フォード             | 2'18.900 | 2'03.098 |
| 24   | 3  | ジョナサン・パーマー       | ティレル・フォード             | 2'14.931 | 2'04.677 |
| 25   | 14 | パスカル・ファブル         | AGS・フォード                  | 2'26.498 | 2'07.361 |
| 26   | 21 | アレックス・カフィ         | オゼッラ・アルファロメオ       | 2'16.268 | 2'12.086 |

### 決勝
| 順位     | No | ドライバー                 | コンストラクタ                 | 周回 | タイム/リタイヤ    | グリッド | ポイント |
| -------- | -- | -------------------------- | ------------------------------ | ---- | ------------------ | -------- | -------- |
| 1        | 1  | アラン・プロスト           | マクラーレン・TAG              | 43   | 1:27'03.217        | 6        | 9        |
| 2        | 2  | ステファン・ヨハンソン     | マクラーレン・TAG              | 43   | + 24.764           | 10       | 6        |
| 3        | 8  | アンドレア・デ・チェザリス | ブラバム・BMW                  | 42   | +1 Lap             | 13       | 4        |
| 4        | 18 | エディ・チーバー           | アロウズ・メガトロン           | 42   | +1 Lap             | 11       | 3        |
| 5        | 11 | 中嶋悟                     | ロータス・ホンダ               | 42   | +1 Lap             | 15       | 2        |
| 6        | 25 | ルネ・アルヌー             | リジェ・メガトロン             | 41   | +2 Laps            | 16       | 1        |
| 7        | 26 | ピエルカルロ・ギンザーニ   | リジェ・メガトロン             | 40   | +3 Laps            | 17       |          |
| 8        | 30 | フィリップ・アリオー       | ローラ・フォード               | 40   | +3 Laps            | 22       |          |
| 9        | 4  | フィリップ・ストレイフ     | ティレル・フォード             | 39   | +4 Laps            | 23       |          |
| 10       | 14 | パスカル・ファブル         | AGS・フォード                  | 38   | +5 Laps            | 25       |          |
| リタイヤ | 19 | テオ・ファビ               | ベネトン・フォード             | 34   | エンジン           | 9        |          |
| リタイヤ | 9  | マーティン・ブランドル     | ザクスピード                   | 19   | オーバーヒート     | 18       |          |
| リタイヤ | 20 | ティエリー・ブーツェン     | ベネトン・フォード             | 18   | ホイールベアリング | 7        |          |
| リタイヤ | 5  | ナイジェル・マンセル       | ウィリアムズ・ホンダ           | 17   | アクシデント       | 1        |          |
| リタイヤ | 16 | イヴァン・カペリ           | マーチ・フォード               | 14   | エンジン           | 21       |          |
| リタイヤ | 6  | ネルソン・ピケ             | ウィリアムズ・ホンダ           | 11   | 排気系             | 2        |          |
| リタイヤ | 21 | アレックス・カフィ         | オゼッラ・アルファロメオ       | 11   | 燃料漏れ           | 26       |          |
| リタイヤ | 27 | ミケーレ・アルボレート     | フェラーリ                     | 9    | トランスミッション | 5        |          |
| リタイヤ | 10 | クリスチャン・ダナー       | ザクスピード                   | 9    | ブレーキ           | 20       |          |
| リタイヤ | 17 | デレック・ワーウィック     | アロウズ・メガトロン           | 8    | ラジエーター       | 12       |          |
| リタイヤ | 7  | リカルド・パトレーゼ       | ブラバム・BMW                  | 5    | クラッチ           | 8        |          |
| リタイヤ | 28 | ゲルハルト・ベルガー       | フェラーリ                     | 2    | エンジン           | 4        |          |
| リタイヤ | 24 | アレッサンドロ・ナニーニ   | ミナルディ・モトーリ・モデルニ | 1    | ターボ             | 14       |          |
| リタイヤ | 12 | アイルトン・セナ           | ロータス・ホンダ               | 0    | アクシデント       | 3        |          |
| リタイヤ | 23 | エイドリアン・カンポス     | ミナルディ・モトーリ・モデルニ | 0    | ギヤボックス       | 19       |          |
| リタイヤ | 3  | ジョナサン・パーマー       | ティレル・フォード             | 0    | アクシデント       | 24       |          |

- 予選、決勝順位は公式サイト およびF1イヤーブック[1]より。

## 記録
- プロストがF1最多勝記録タイ(27勝)を記録。